# 石版印刷
石版印刷（英語：lithography），又称石印术，是一种印刷术，起初是基于油、水的混溶。印刷在一块石板（石印灰岩）或金属板上进行。这项技术是由德国作家、演员阿罗斯·塞尼菲尔德于1796年发明，作为一种廉价的剧本出版方法。